# Битва при Морбиане
Битва при Морбиане — морское сражение между римским флотом под командованием Децима Юния Брута и флотом галльского племени венетов, произошедшее в 56 году до н. э. около залива Морбиан.

## Предыстория
В 57 году до н. э. Цезарь отправил VII Клавдиев легион под командованием Публия Красса для покорения приморских племён (венетов, венеллов, осисмов, куриосолитов, эсубиев, аулерков и редонов). К концу года все эти племена были подчинены власти Рима.
Публий Красс с VII легионом остался зимовать в Арморике в стране андов. Из-за недостатка провианта Публий Красс отправил командиров конницы и военных трибунов к соседним племенам для изъятия хлеба. Однако, племя венетов задержало двух римских посланников. Их примеру последовали и другие племена. Через послов венеты подняли всё приморское население против римлян.
Цезарь, узнав об этом, приказал строить военные корабли на Лигере и набирать команды. В начале 56 года до н. э. Цезарь, до этого находившийся в Италии, прибыл к войскам. Чтобы предотвратить разрастание галльского восстания, он решил разделить свою армию и распределить её по всей Галлии.
Тит Лабиен с конницей был послан в страну треверов, живущих у Рейна, с поручением побывать у ремов и остальных белгов, а также отразить германцев в случае их перехода через реку.
Публий Красс с 12 когортами и конницей был послан в Аквитанию, чтобы предотвратить посылку дополнительных войск галлов.
Квинт Титурий Сабин с 3 легионами был послан в страну венеллов, куриосолитов и лексовиев, чтобы разъединить их боевые силы.
Децим Юний Брут Альбин был назначен командиром флота и галльских кораблей. Цезарь приказал Бруту как можно скорее напасть на венетов, а сам пошёл на них со своей сухопутной армией.
Венеты во время подготовки к войне укрепили города, свезли в них провиант и стянули в одно место (около залива Морбиан) как можно больше кораблей. Также для совместного ведения войны они заключили союз с племенами осисмов, лексовиев, намнетов, амбилиатов, моринов, диаблинтов и менапиев, а вспомогательные войска были взяты из Британии.
Города венетов располагались обычно на конце косы или на мысу, вследствие чего захват города не приносил Цезарю желаемого результата, так как во время осады венеты спасались бегством на кораблях. Поэтому Цезарь, захвативший в течение лета несколько городов, решил дожидаться своего флота.

## Силы сторон
Флот венетов насчитывал около 220 судов. По описанию Юлия Цезаря корабли строились и снаряжались следующим образом: их киль был более плоским, чтобы легче справляться с мелями отливами; нос и корма были целиком сделаны из дуба, чтобы переносить удары волн и повреждения; ребра корабля были внизу связаны балками в фут (30 см) толщиной и скреплены гвоздями в палец толщиной; якоря укреплялись не канатами, а железными цепями; вместо парусов на кораблях была грубая или тонкая дубленная кожа, чтобы выдерживать сильные бури и порывистые ветра. По сравнению с римскими кораблями суда венетов были более прочными (их нельзя было пробить носом), а также превосходили по высоте, вследствие чего их неудобно было захватывать баграми.
Флот Брута насчитывал приблизительно 100 гребных судов. Преимуществами римских кораблей были быстрота хода и независимость от ветра.

## Ход битвы
Как только флот Брута, вышедший из устья Лигера, достиг расположения войск Цезаря, 220 галльских кораблей вышли из гавани в заливе Морбиан и стали против римлян. Для борьбы с более прочными и высокими судами римляне использовали специальные серпы, прикрепленные к шестам, которыми они притягивали и разрывали канаты, удерживавшие реи галльских кораблей. После чего два или три римских корабля окружали одно судно и брали его на абордаж. Венеты, не найдя противодействия этому средству, решили спастись бегством. Однако, римлянам повезло, на море установился штиль. Вследствие этой случайности римским войскам удалось поодиночке захватить большинство кораблей венетов.

## Последствия
Это сражение положило конец войне с венетами. Уцелевшие сдались Цезарю. Однако он не проявил к ним милосердия. Руководители были казнены, остальные проданы в рабство.